# Bankon (peuple)
Pour les articles homonymes, voir Bankon.
Les Bankon sont un peuple bantou d'Afrique centrale vivant dans le pays Abo, sur la côte littorale du Cameroun située au nord de la ville de Douala, la capitale économique du Cameroun, et traversé au Sud-Est par la rivière Abô, affluent du fleuve Wouri. Ils font partie du groupe des peuples côtiers, le peuple Sawa . Ils parlent une langue bantoue, le bankon.

## Ethnonymie
Ils sont abusivement désignés « Abô » ou « Bô » par les colons pendant et après la colonisation. Il pourrait s'agir d'une déformation de « Bo » ou de « beaux » faisant allusion à un lien de « belle famille » employé par les Doualas. Le terme pourrait avoir eu un sens péjoratif de « paresseux » et leur a été donné par les colons allemands[réf. nécessaire]. Les colons les ont désignés sous le nom de « Abo » pendant et après la colonisation[réf. souhaitée].

## Langue
Leur langue est le bankon, une langue bantoue dont le nombre de locuteurs était estimé à 12 000 en 2001.

## Histoire

### Origines
Selon Melinda Lamberty, il existe un large consensus pour considérer que les Abo et les Barombi sont étroitement apparentés et formaient sans doute à une époque un seul et même peuple. Selon Gratien Atindogbe, si c'est sous le nom d'« Abo » que ces populations sont essentiellement connues, ils marquent eux-mêmes une préférence pour se désigner sous celui de « Ɓānkón ». 
D'après la tradition orale, Abo et Barombi seraient originaires d'Égypte ou d'Abyssinie, puis passé par le Congo. De là, leurs ancêtres auraient entamé une lente migration, qui les auraient mené à rencontrer tout d'abord les Duala, qu'ils considèrent comme leurs frères, puis les Bassa, qu'ils ne considèrent en revanche pas comme tels. La langue des Abo-Barombi (Bānkón), est extrêmement similaire à la langue des Bassa. 

La relation entre Abo et Barombi a pu être résumée ainsi : 

« Chacun de ces deux groupes soutient qu'il descend de l'autre, et que le nom de leur ancêtre commun est Lombi. Celui-ci a apparemment poursuivi sa migration vers l'ouest jusqu'aux lieux où se trouvent aujourd'hui les « poches » de population Barombi, alors que son fils, Nkon s'est arrêté avant pour s'installer sur la zone actuelle de la subdivision administrative d'Abo. Ainsi, les Barombi sont les descendants du père, Lombi, et les Abo sont les descendants du fils, Nkon, et du petit-fils, Bo. »

Maurice Doumbè Moulongo s'interroge, lui : « … Les Bankon sont-ils les descendants de Mbongo Mbè ou même de Mbedi Mbongo, ancêtre de tous les côtiers passés en revue plus haut ? Sont-ils, comme eux partis de Piti ? En vain, nous nous sommes évertués à retrouver une quelconque généalogie de la famille des Bankon, en marge de celles des autres groupes côtiers voisins. Il serait souhaitable que quelqu’un d’autre puisse un jour livrer le secret des origines ethnique réelles de cette population ».
Enfin, des auteurs camerounais[Lesquels ?] font remonter les origines du peuple Bankon à « certaines légendes »[évasif], indiquant que BanKon serait la contraction de « Banaba » et de « Koné » et seraient les fils de Konè, venu d’Abyssinie[réf. nécessaire]. D'autres font remonter ce peuple à des origines pharaoniques de la XXVe dynastie [source insuffisante]. Toutefois, aucune étude historique ou linguistique scientifiquement étayée ne vient corroborer ces théories ; les auteurs de ces récentes légendes font référence aux travaux de Cheikh Anta Diop, mais en détournent la démarche rigoureuse pour l'extrapoler et créer des hypothèses qu'ils érigent en affirmation.

### Révolte des Bankon et des Abo du sud en 1891
Pour un article plus général, voir Empire colonial allemand.
L'essentiel du commerce en pays Abo était fourni par l'huile de palme. Or, au XIXe siècle, dix tonnes d'huile de palme équivalaient à une tonne d'ivoire.  C'est dans ce contexte qu'en février 1891, les habitants du village de Mian (canton Abo Sud) bloquent le passage du fleuve Abo au gouverneur Heinrich Leist. Selon les Annales coloniales, les villages de Bonakwassi (canton Abo Nord) et Mian sont érigés en forteresse. 
Toujours selon les Annales coloniales, l'enjeu principal de cette bataille était le prestige de l'Allemagne et le maintien de l'obéissance à l'administration coloniale allemande établie au Cameroun.
Deux bateaux allemands, le Habicht et le Soden interviennent dans le conflit : en juillet 1891, le croiseur est utilisé au Cameroun, cette fois contre le Bakoko . En raison d'attaques contre un marchand allemand, les résidents du village Benjadeko devraient être tenus responsables sous le chef Nsonge : « ... Après un quart de marais nous étions dans le village; les huttes avaient été complètement nettoyées, les habitants avaient fui dans la brousse. Un interprète a annoncé sur un tambour palawan que les habitants devraient retourner dans leur village immédiatement. Mais quand au bout de dix minutes personne ne vint, les maisons ont été détruites, et nous avons été effectivement pris en charge par environ 20 petits Batangaleuten qui nous avaient suivi volontairement avec leurs pirogues avec leurs machettes ... Au bout de deux heures, de travail, la destruction par le feu et l'eau était complète, de sorte qu'à 3h35, la retraite pouvait être commencée ... » - Rapport Kapitänleutnant Krause, Marine Rundschau 1891.
Puis en octobre 1891, une nouvelle escouade composée des hommes provenant des deux navires débarque contre les BanKon, qui résistaient toujours à la domination allemande.
Parallèlement en 1891, il est ordonné au capitaine Karl von Gravenreuth de commander une expédition au nord de la zone protégée allemande au Cameroun. Sans consulter l'administration coloniale, il composa une force mercenaire paramilitaire principalement à partir d'esclaves achetés au Dahomey, avec l'idée de les utiliser ensuite dans les colonies de travail du Cameroun. Ses actions arbitraires lui valent de vives critiques de la part du gouvernement et du ministère des Colonies. Toutefois, afin d'éviter un scandale public, la mesure fut couverte. Avec ses mercenaires, Gravenreuth entreprend une expédition contre le Bankon et, en novembre de la même année, contre les Kpés (Bakweri) sur le mont Cameroun. 
Le 5 novembre 1891, le capitaine von Gravenreuth périt devant le village bankon de Duka, blessé par une balle perdue (ou un lance empoisonnée selon les versions) au cours des batailles qui se sont déroulées sur les hauteurs de Buéa, au moment où il montait à l'assaut de cette place forte.
Tous les rebelles hommes attrapés alors furent pendus, les femmes fouettées puis emprisonnées; d'autres hommes pris par la suite furent condamnés aux travaux forcés à perpétuité. Des villages entiers furent détruits, les pertes des populations BanKon du sud furent très grandes. 
Mais toutes ces affaires font scandale au Reichstag (19 février 1894). Leist est traduit devant un conseil de discipline, et mis en disponibilité pendant trois ans. Le procès devant la Cour disciplinaire de Potsdam a révélé en 1894 que, sous prétexte que les hommes allaient mourir de toute façon, il avait laissé des prisonniers tués ou blessés et attachés jusqu'à ce que leurs plaies ouvertes soient peuplées de parasites.
En raison de ces scandales coloniaux répétés, le gouvernement impérial décide, en 1896, de réglementer les pouvoirs, les responsabilités, les châtiments corporels et les exécutions dans les colonies. Cependant, les tentatives visant à empêcher d'autres excès violents ont échoué, car même alors, le pouvoir exécutif et le pouvoir judiciaire restaient entre les mains des autorités coloniales.
Un traité de paix fut signé par les belligérants au début de l'année 1893.[réf. nécessaire]

### Description des activités auXIXesiècle
Les Bakon se distinguent dans le travail des métaux. George Hawker rapporte que lors du voyage effectué en 1875 par le missionnaire Britannique George Grenfell au pays Abo. Alors qu'il visite Mangamba et Miang, « celui-ci fut impressionné par l'industrie et l'intelligence du peuple Abo. Il les trouva qualifiés pour le travail du fer, de l'acier et du bois, avec des forges, des magasins de charpentier et un mélange curieux et ingénieux d'outils locaux et Européens. Ils produisaient des épées, des lances, des axes, des houes, des burins, etc. » 
Le même missionnaire détaille le commerce de l’huile de palmes et des palmistes, et décrit la région Abo comme un pays producteur de mimbo (vin de palme). "Beaucoup de gens gagnent leur vie en recueillant le jus de palme des arbres qui poussent à côté de la rivière et des ruisseaux. Le collectionneur grimpe à l'arbre au moyen d'une bande qui passe autour du tronc et de son propre corps. Une incision est faite à la jonction des longues frondes avec la tige, dont le jus s'écoule lentement dans un pot, suspendu pour sa réception. Ce jus est collecté quotidiennement et amenée au hangar à ébullition, où il est rapidement converti en mimbo.
En ce qui concerne le travail du bois et du bambou, Grenfell assiste à la "une industrie des plus importantes : la fabrication de lits et tabourets en bois, qui sont les seuls mobiliers dans les maisons indigènes."
Ce qui l'étonne, c'est que "Même les chefs, qui commandaient de nombreux esclaves et femmes, n'étaient pas au-dessus, travaillant de leurs mains, et (il) a trouvé le roi Le'a fabriquant un filet de pêche, et le chef de Kokki, une grande pagaie de canoë." 

### Rencontre entre Bankon et Barombi
Du 17 au 20 décembre 2015, à Bonaléa (40 km de Douala), à l’occasion du cinquantenaire du règne de Priso Ngom Priso nu Loa Mbasé, roi des Bankon-Nord, les Bankon ont retrouvé les Barombi après deux siècles de séparation. Au cours des cérémonies et célébrations qui se sont déroulées, le chef supérieur Bankon a ainsi formé le vœu de « s'inspirer de nos différents héritages afin que la puissance des connaissances et la sagesse d’hier guident chacune de nos réflexions chacune de nos pensées chacune de nos actions… Afin de construire ensemble un présent qui serve de socle aux générations futures ». Le chef supérieur Barombi était, au moment des célébrations, Joseph Dion Ngute, alors ministre délégué auprès du ministre des Relations extérieures, chargé du Commonwealth qui devient Premier-ministre du Cameroun en 2019. Ces cérémonies inédites ont permis de découvrir et partager avec le monde entier la richesse des valeurs culturelles du peuple Bankon, en présence de nombreux invités et de prestigieuses têtes couronnées venues des quatre coins du Cameroun, de l’Afrique et du monde.

### Mise en valeur de la culture Bankon
Des festivals régionaux sont régulièrement organisés à Bonaléa, mais aussi dans plusieurs autres communes de la région, comme le Ngondo, le Kibulutu , le Nwápogó mu Bankon , au cours desquels participent de nombreux artistes locaux, dont la renommée dépasse le périmètre régional ou national. On y trouve aussi des concours de lutte, des tournois sportifs et des présentations de contes ou de films ou de documentaires sur la culture locale ,. 
Fait rare au Cameroun où l'organisation associative formelle est peu courante , une association de type Loi 1990, l'A.S.C.B.B., Association Sportive et Culturelle Bankon-Barombi, Association déclarée à la Préfecture du Moungo le 7 août 2020 et enregistrée sous le no 016 / RDA / C16 / SP, dont le siège est situé à Bonaléa, a été fondée par des notables afin de faire rayonner la culture de ces deux peuples, tant au Cameroun qu'auprès de la diaspora. Cette association dispose de plusieurs groupes de travaux culturels, mais aussi d'une équipe évoluant en Ligue régionale de football : Les Étoiles Bankon Barombi. les deux organismes sont présidés par leur fondateur, Emmanuel Ngom Priso.

## Patrimoine architectural historique
- Chefferie Bankon à Bonalea Manduka
- Prison coloniale allemande
- Cases coloniales
- Pont de Fiko